# 21301 Zanin
21301 Zanin este un asteroid din centura principală de asteroizi.

## Descriere
21301 Zanin este un asteroid din centura principală de asteroizi. A fost descoperit pe 22 noiembrie 1996 la observatorul astronomic din Farra d'Isonzo. Asteroidul prezintă o orbită caracterizată de o semiaxă mare de 2,29 ua, o excentricitate de 0,09 și o înclinație de 5,4° în raport cu ecliptica.